# مکس بریگز
مکس بریگز (انگلیسی: Max Briggs؛ زادهٔ ۹ سپتامبر ۱۹۴۸) بازیکن فوتبال اهل بریتانیا است.
از باشگاه‌هایی که در آن بازی کرده‌است می‌توان به باشگاه فوتبال نوریچ سیتی اشاره کرد.